# Mike + The Mechanics
Mike and the Mechanics (stylisé comme Mike + The Mechanics) est un supergroupe britannique de rock  formé à Douvres en 1985 par Mike Rutherford, initialement comme projet parallèle pendant une période d'interruption pour son autre groupe Genesis. Le groupe est connu pour les singles à succès Silent Running, All I Need Is a Miracle, Taken In, The Living Years, Word of MoutH et Over My Shoulder.
Initialement, le groupe comprend Rutherford à la guitare et à la basse, les chanteurs Paul Carrack et Paul Young, le claviériste Adrian Lee et le batteur Peter Van Hooke. Après une décennie, Lee et Van Hooke quittent le groupe en 1995 et ne sont pas remplacés. Après la mort de Young en 2000, Carrack devient le seul chanteur du groupe jusqu'en 2004, date à laquelle Mike and the Mechanics — essentiellement un duo à ce stade — se sépare d'un commun accord.
En 2010, le groupe est relancé, avec Rutherford en meneur d'une nouvelle formation, laquelle comprend les chanteurs Andrew Roachford et Tim Howar, le guitariste irlandais Anthony Drennan qui a joué précédemment avec The Corrs et Genesis lors de la reformation pour l'album Calling All Stations, et le batteur Gary Wallis que l'on a vu précédemment avec Pink Floyd. Cette formation enregistre l'album The Road, sorti en avril 2011, suivi en 2017 par Let Me Fly et en 2019 par Out of the Blue.

## Biographie

### Les débuts (1985-1986)
Pendant les pauses de Genesis, Mike Rutherford poursuit déjà une carrière solo, entamée avec ses deux albums Smallcreep's Day en 1980 et Acting Very Strange en 1982. Cependant, il trouve le processus d'enregistrement d'un album solo excessivement difficile et les résultats artistiquement insatisfaisants, notamment en ce qui concerne le chant. Il se souvient : « J'ai aussi eu une révélation au cours de cette période [...] que je ne suis pas complet par moi-même. [...] Je suis beaucoup plus créatif et inspiré quand il y a d'autres personnes autour de moi et que je sais faire rebondir des idées. » Cependant, il pense toujours que travailler uniquement avec Genesis le laisserait insatisfait, et pour satisfaire à la fois son désir de créer de la musique en dehors du format de Genesis et son désir de collaborer avec d'autres musiciens, il entreprend de former son propre groupe.
Rutherford a déjà entamé un partenariat d'écriture de chansons avec le chanteur/écrivain/compositeur écossais B. A. Robertson, et pour le premier album homonyme du groupe, il fait appel aux services du producteur Christopher Neil, qui coécrit aussi la plupart des chansons, sélectionne le matériel à inclure et chante dans les chœurs. Il continuera à jouer un rôle clé sur les albums du groupe pendant sa première décennie d'existence.
À l'instar de Steely Dan, en studio, Mike and the Mechanics n'est pas un groupe soudé mais un vecteur pour l'écriture des chansons de Rutherford, Robertson et Neil, et des claviéristes de session, des batteurs, des guitaristes et même des chanteurs solistes interprètent souvent les chansons à la place des membres officiels du groupe. En effet, la formation du groupe se constitue progressivement au fil de l'enregistrement de son premier album ; Paul Young, qui est recommandé par Neil et son gérant, déclarera qu'au moment où il a rejoint le groupe, toutes les pistes d'accompagnement de l'album avaient déjà été enregistrées.
Mike Rutherford est plus que satisfait de l'album résultant et décide de continuer le groupe indéfiniment, plutôt que de le laisser comme un projet unique. Lorsque l’album sort en 1985, sa décision est encore confortée par son immense succès commercial. Bien que les albums solo de Rutherford aient connu un succès modéré, ils n'ont jamais réussi à figurer dans le Top 40 (sauf au Canada, où Maxine de l'album Acting Very Strange atteint la 39e place) ; Mike + the Mechanics en fait entrer trois titres, dont deux dans le Top 10 américain, Silent Running (On Dangerous Ground), All I Need is a Miracle et un hit supplémentaire Taken In en 32e position. Silent Running est présenté dans le film On Dangerous Ground, sorti dans les salles de cinéma nord-américaines en 1986 sous le titre Choke Canyon.

### Point culminant (1987-1996)
En 1987, Le single The Living Years (n°1 aux États-Unis, n°2 au Royaume-Uni), extrait du deuxième album Living Years, devient le plus grand succès du groupe. La chanson est signée par Rutherford et Robertson après la mort récente de leurs pères respectifs, mais les paroles sont écrites par Robertson et centrées sur la dissension non résolue entre ce dernier et son père. Chantée par Carrack, qui a également est aussi touché émotionnellement par la chanson, ayant perdu son propre père quand il avait onze ans. L'album présente également la chanson Nobody's Perfect, chantée par Young, laquelle servira d'accompagnement pour une campagne publicitaire télévisée pour la bière Tennent.
À ce stade, Carrack commence à jouer un rôle beaucoup plus important dans le groupe, rejoignant leur écurie d'auteurs-compositeurs et jouant des claviers. Le troisième album du groupe, Word of Mouth, sort en 1991. Il connaît moins de succès que ses prédécesseurs, en particulier aux États-Unis, mais présente quatre singles au Royaume-Uni (Word of Mouth, Get Up, A Time And A Place et Everybody Gets A Second Chance), le premier devenant l'une de leurs chansons les plus populaires à ce jour.
Le quatrième album, Beggar on a Beach of Gold, ne sort qu'en 1995. La chanson-titre entre dans le top 40 britannique Over My Shoulder décroche la 12e place. Cette dernière, leur premier succès coécrit par Carrack, est sans doute la chanson du groupe la plus diffusée.
Le succès du groupe est couronné par la compilation Hits de 1996, qui rassemble la plupart de ses singles à succès avec une nouvelle version de All I Need is a Miracle, qui atteint la 27e place au Royaume-Uni, un classement plus élevé que celui de la version originale. L'album est certifié platine au Royaume-Uni deux mois suivant sa sortie.

### Fin de la première période (1997-2004)
En 1995, le groupe commence à s'effondrer : Adrian Lee et Peter Van Hooke s'en vont (respectivement avant et après l'album Beggar on a Beach of Gold) et le long mandat de Christopher Neil comme auteur-compositeur/producteur du groupe prend fin. Cependant, Rutherford choisit de continuer Mike and the Mechanics sous forme de trio. Le cinquième album studio du groupe, intitulé Mike & The Mechanics, sort en 1999. Il est généralement connu sous le titre M6, la compilation Hits étant leur cinquième parution. Le groupe n'ayant plus d'accord de distribution avec un label américain, cet album est disponible sur le marché américain uniquement en importation. Son seul succès, Now That You've Gone, culmine à la 35e place au Royaume-Uni.
Un autre coup dur est porté l'année suivante : le 15 juillet 2000, Paul Young meurt d'une crise cardiaque à seulement 53 ans. Le groupe se reforme en 2004 sous le nom de « Mike and the Mechanics with Paul Carrack ». Comme l'indique cette nouvelle appellation, Carrack joue un rôle plus important qu'auparavant, assurant le chant et les claviers et écrivant la majorité des chansons. Puis sort l'album Rewired, qui devient le premier du groupe sans succès. Van Hooke y collabore à nouveau, non pas en tant que membre officiel mais en tant que coproducteur de l'album. Il joue également de la batterie et des percussions sur l'album et lors de la tournée qui suit.
Dans une interview en 2007, Rutherford déclare que le groupe « suivait son cours ».

### Deuxième incarnation (depuis 2010)
En 2010, Rutherford forme un nouveau groupe. Bien qu'il n'y ait aucun espoir de reformation du groupe d'origine, il choisit d'utiliser à nouveau le nom de Mike and the Mechanics. Dans une interview de décembre 2009, Rutherford déclare : « Je suis en train de faire un nouvel album de Mike and the Mechanics. Je pensais en quelque sorte que je l'avais mis de côté, mais j'aime toujours écrire des chansons. Travailler avec quelques nouveaux auteurs quelques nouveaux visages pour le groupe. Paul Carrack fait des trucs en solo et n'est plus disponible, donc nous avons un gars appelé Andrew Roachford, un chanteur du genre R&B. C'est un peu différent, mais l'âme semble toujours être là.  »
Un nouvel album, The Road, et la tournée Hit the Road Tour 2011, sont annoncés en novembre 2010. L'album sort en avril 2011. Il présente Roachford et Tim Howar au chant, Luke Juby aux claviers, Gary Wallis à la batterie, et Anthony Drennan à la guitare et à la basse. Bien qu'il devienne le premier album à ne pas faire participer B. A. Robertson en tant que co-auteur, The Road marque également le retour de Christopher Neil en tant qu'auteur-compositeur et producteur. La tournée comprend des performances à travers le Royaume-Uni, l'Allemagne et diverses autres villes européennes.
En avril 2017, cette formation sort un nouvel album, Let Me Fly et continue de tourner.
En 2019, Mike and the Mechanics sort son neuvième album studio, Out of the Blue, chez BMG.

## Réception
Dans un article de 1996 pour le magazine Q, le critique Peter Kane déclare que même si le groupe est « à contre-courant de la mode » , sa musique a une « décence fondamentale » et  « parle incontestablement à plus de gens que beaucoup d'entre nous ne sont parfois prêts à l'accepter ». Il  souligne : « Mike and The Mechanics : ils sont vraiment très bons ».

## Membres

### Membres actuels
- Mike Rutherford : guitare, basse, chœurs, écriture (1985-2004, depuis 2010)
- Anthony Drennan : guitare, basse (depuis 2010)
- Tim Howar : chant (depuis 2010)
- Andrew Roachford : chant, claviers (depuis 2010)
- Luke Juby : claviers, chœurs, basse, saxophone (depuis 2010)
- Gary Wallis : batterie, programmation (1995-2004, depuis 2010)

### Anciens membres
- Paul Carrack : chant, (1985-2004), claviers (1991-2004), guitare, batterie (1999-2004)
- Paul Young (†) : chant, (1985-2000), guitare (1995), percussions (1999), mort le 15 juillet 2000.
- Adrian Lee : claviers, (1985-1995)
- Peter Van Hooke : batterie, percussions (1985-1995, 2004)

### Musiciens de tournée
- Ashley Mulford : guitare, basse (1986)
- Tim Renwick : guitare, basse, chœurs (1988-1996)
- Jamie Moses : guitare, basse, chœurs (1999-2004)
- Rupert Cobb : claviers (2004)
- Owen Paul McGee : chœurs (2004)
- Abbie Osmon : chœurs (2004)
- Ben Stone : batterie (2012)
- Philipp Groysboeck : batterie (2016)
- Steve Barney : batterie (2017)
- Nic Collins : batterie (2023)

## Discographie

### Singles
- 1985 : Silent Running (On Dangerous Ground) : n°21 Royaume-Uni (version de 1986), n°6 États-Unis
- 1986 : All I Need Is a Miracle : n°5 États-Unis
- 1986 : Taken in : n°32 États-Unis
- 1989 : The Living Years : n°2 Royaume-Uni, n°1 États-Unis
- 1989 : Nobody's Perfect
- 1991 : Word of Mouth : n°13 Royaume-Uni
- 1991 : Get Up
- 1991 : A Time And A Place
- 1991 : Everybody Gets A Second Chance
- 1995 : Over My Shoulder : n°12 Royaume-Uni
- 1995 : A Beggar on a Beach of Gold : n°33 Royaume-Uni
- 1995 : Another Cup Of Coffee
- 1996 : All I Need Is a Miracle '96 : n°27 Royaume-Uni
- 1999 : Whenever I Stop
- 1999 : Now That You've Gone : n°35 Royaume-Uni
- 1999 : When I Get Over You